# Partides de Castelló
Es coneix com a Les Partides de Castelló la parcel·lació del terme municipal en funció del reg, bàsic per sostenir l'economia al llarg dels segles, i que amb el temps ha vertebrat la divisió dels municipis en diferents zones.
Conegudes també com a partides rurals, amb el pas del temps, han anat evolucionant, de vegades integrant-se de forma definitiva dins el nucli urbà de les ciutats, d'altres, constituint-se en entitats de població: ravals, veïnats o barris. Originàriament, el terme municipal de Castelló de la Plana s'ha dividit en trenta-quatre partides:

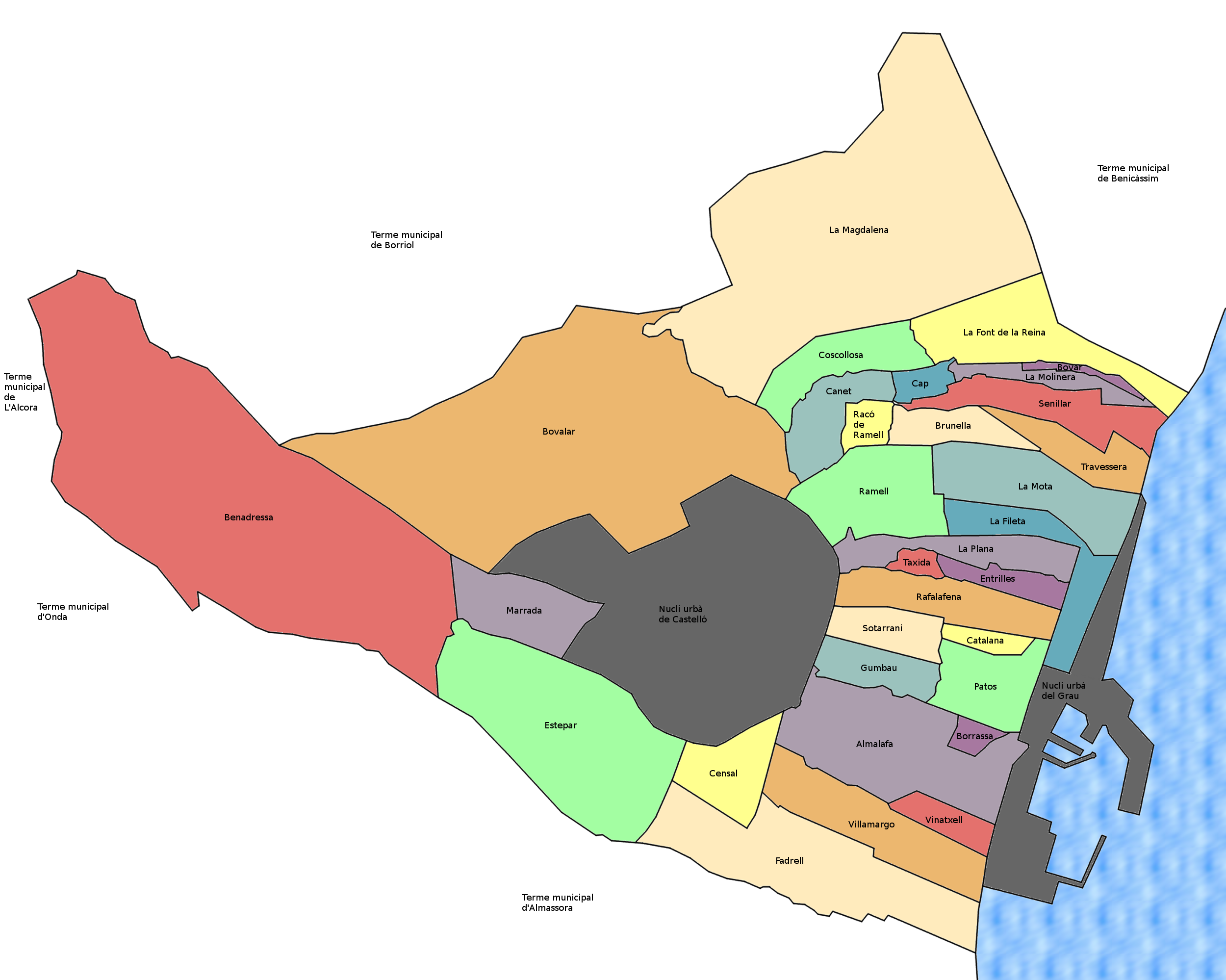
Partides del Terme Municipal de Castelló de la Plana

| Almalafa  | Benadressa          | Borrassa     | Borrassota  |
| Bovalar   | Bovar               | Brunella     | Canet       |
| Cap       | Catalana            | Censal       | Coscollosa  |
| Enrilles  | Estepar             | Fadrell      | Gumbau      |
| La Fileta | La Font de la Reina | La Magdalena | La Molinera |
| La Mota   | La Plana            | La Safra     | Marrada     |
| Patos     | Racó de Ramell      | Rafalafena   | Ramell      |
| Senillar  | Sotarrani           | Taxida       | Travessera  |
|           | Villamargo          | Vinatxell    |             |

## Almalafa

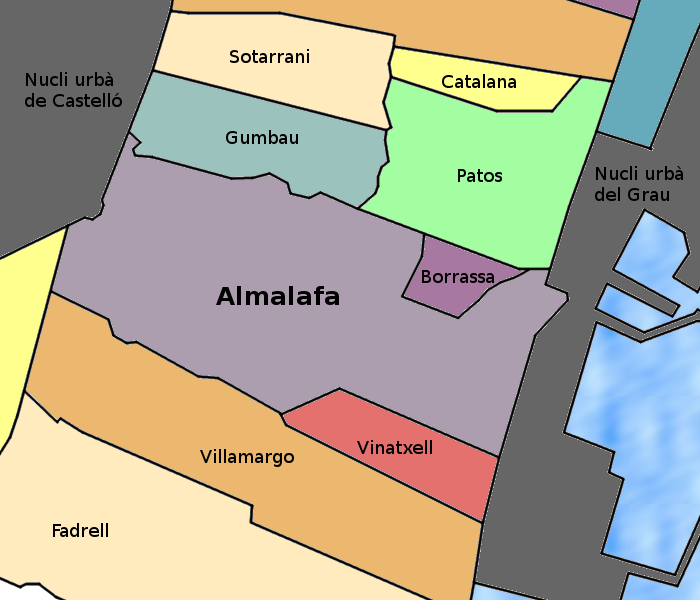
Cròquis de la situació de la Partida d'Almalafa al Terme Municipal de Castelló de La Plana.

Almalafa és una partida d'horta del municipi de Castelló de la Plana (Plana Alta). Al llibre Tombatossals, de Josep Pascual Tirado (1930), apareix com a territori del Baró d'Almalafa.

### Límits
- Nord: amb el camí Vell de la Mar. Limita amb les partides de Gumbau i Patos.
- Sud: amb el camí de Villamargo i l'Escorredera de Vinatxell (Camí de la Tèrmica). Limita amb les partides de Villamargo i Vinatxell.
- Est: amb el camí del Serrallo (E-28 i E-27).
- Oest: amb la ronda de circumval·lació entre el Camí de Sant Josep i el Camí Vell de la Mar. Limita amb el nucli urbà de Castelló.

### Etimologia
L'origen del nom és aràbic i prové de la presència musulmana en aquestes terres durant molts anys. Almalafa (popularment dit de vegades Malafa) prové del terme "al-malláha", que significa de la salina, fent referència a una salina o un terreny salnitrós.

## Benadressa

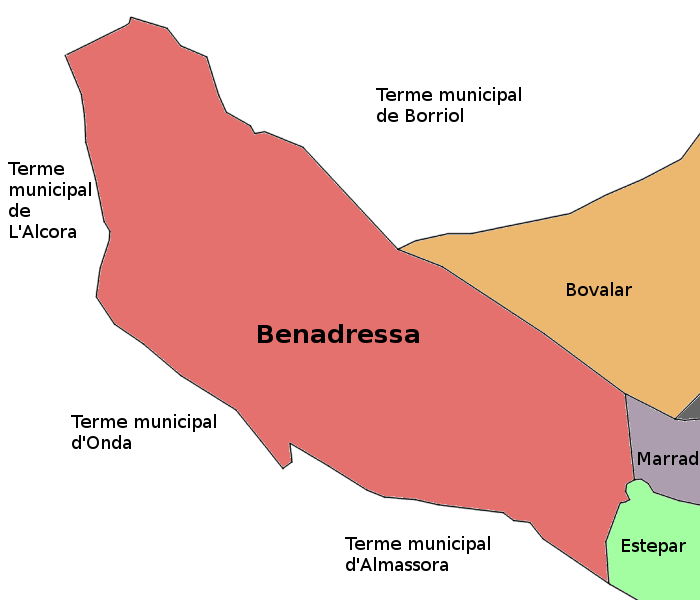
Cròquis de la situació de la Partida de Benadressa al Terme Municipal de Castelló de La Plana.

És una partida de secà, sens dubte la més extensa de tot el terme de Castelló de la Plana (Plana Alta).

### Límits
- Nord: Carretera de L'Alcora C-232 (Ratlla de Borriol). Limita amb la partida del Bovalar i el terme municipal de Borriol.
- Sud: Rambla de la Viuda (Ratlla d'Almassora). Limita amb el terme municipal d'Almassora
- Est: Camí Real o de la Cova de Colom. Limita amb les partides de l'Estepar i Marrada.
- Oest: Rambla de la Viuda (Ratlla d'Almassora). Limita amb el terme municipal d'Almassora.

### Etimologia
L'origen del nom és aràbic i prové de la presència musulmana en aquestes terres durant molts anys. Aquesta extensa partida del secà limítrof amb Borriol té la seua etimologia provinent del terme "BaniIdris" nom d'una tribu nord-africana. És un topònim clànic compost del prefix Beni- (que podem trobar en altres paraules del mateix origen) seguit d'un antropònim.

## Borrassa

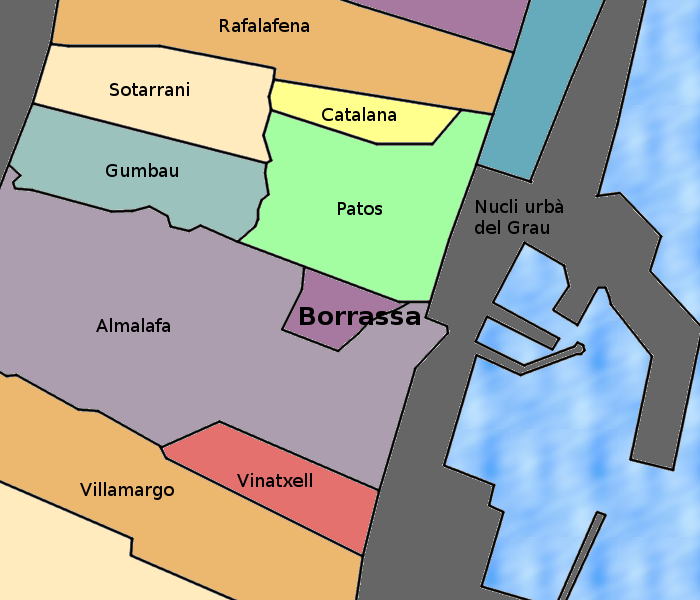
Cròquis de la situació de la Partida de Borrassa al Terme Municipal de Castelló de La Plana.

És una partida de marjal del municipi de Castelló de la Plana (Plana Alta).

### Límits
Correspon a una zona dins de la partida d'Almalafa. Es troba rodejat al nord pel Camí Vell de la Mar, a l'Oest pel Camí La Borrassa i a l'Est per la VM E-16 del "Marinero".

### Etimologia
L'origen del nom és català i prové dels primers anys d'ocupació cristiana d'aquestes terres. És un antropònim que possiblement fa referència a un antic propietari, feminització del cognom masculí Borràs.

## Borrassota
Antiga partida d'horta (vegeu hort) del municipi de Castelló de la Plana (Plana Alta).

### Etimologia
Aquest nom apareix com Barrassota o Borrassota indistintament anomenant una zona de marjal limítrofa amb el terme d'Almassora i que per a molts no té el grau de partida sinó que forma part d'una més gran que el Fadrell. Antigament hi havia en aquesta zona una font (Font de la Borrassota), un ullal d'aigua que servia per a omplir els cànters de la gent que treballava al camp.i Actualment aquests terrenys els ha ocupat la Refineria del Grau de Castelló (popularment anomenada la "ESO").

## Bovalar

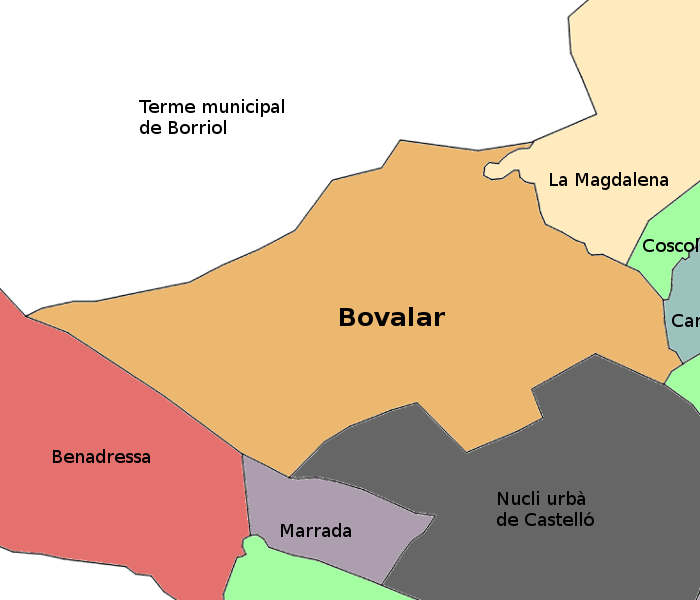
Cròquis de la situació de la Partida del Bovalar al Terme Municipal de Castelló de La Plana.

Partida de secà (vegeu agricultura de secà) del municipi de Castelló de la Plana  (Plana Alta). És també una de les més extenses de tot el terme.

### Límits
- Nord: La Ratlla de Borriol. Limita amb el terme municipal de Borriol.
- Sud: Límit nord de la Universitat Jaume I (autopista A-7 E-15), carretera de Borriol, Cami Collet, Quadra del Borriolenc, Avinguda Alfonso XII, Ronda de Circumval·lació per acabar seguint el llit del Riu Sec i la Séquia Major al Molí del Romeral. Limita amb el nucli urbà de Castelló
- Est: Camí del Romeral. Limita amb la partida de La Magadalena
- Oest: Carretera de L'Alcora. Limita amb la partida de Benadressa

### Etimologia
És un terme d'ascendència catalana que fa referència als antics usos o funcions que es portaven a terme en aquestes contrades. Concretament Bovalar era una part vedada del terme on pasturaven els bous, és a dir, una devesa.

## Bovar

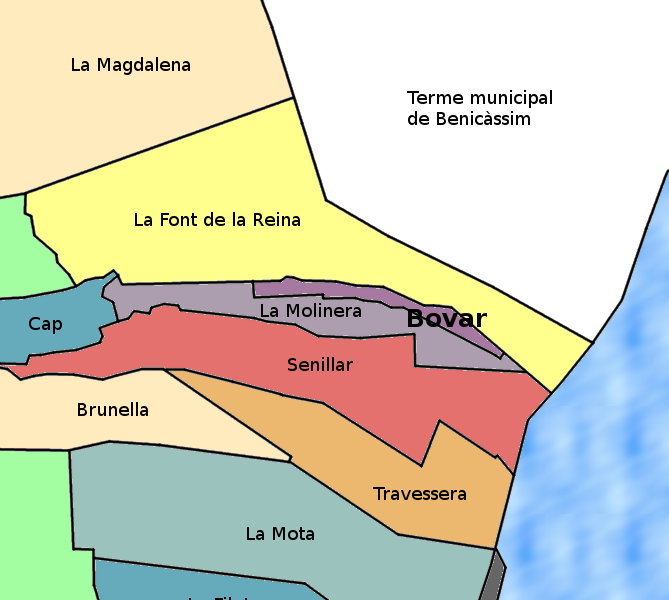
Cròquis de la situació de la Partida de Bovar al Terme Municipal de Castelló de La Plana.

És una partida  de marjal.

### Límits
- Nord: Camí i Séquia de l'Obra fins a la seua boca a la mar. Limita amb la partida de La Font de la Reina.
- Sud: Carrerassa de Bovar i la Travessera del Serradal núm. 18. Limita amb la partida de La Molinera.
- Est: Carrerassa de Bovar i la Travessera del Serradal núm. 18. Limita amb la partida de La Molinera.
- Oest: Camí del 2n. Canal. Limita amb la partida de La Molinera.

### Etimologia
És un topònim d'origen català aparegut durant els primers anys d'ocupació cristiana de la zona. Bovar significa “ lloc on es crien boves o bogues en abundància”. La boga correspon a la planta de les tifàcies Typha Latifolia (en castellà enea). La fulla s'utilitzava per a fer cistells i el seient de corda de les cadires.

## Brunella

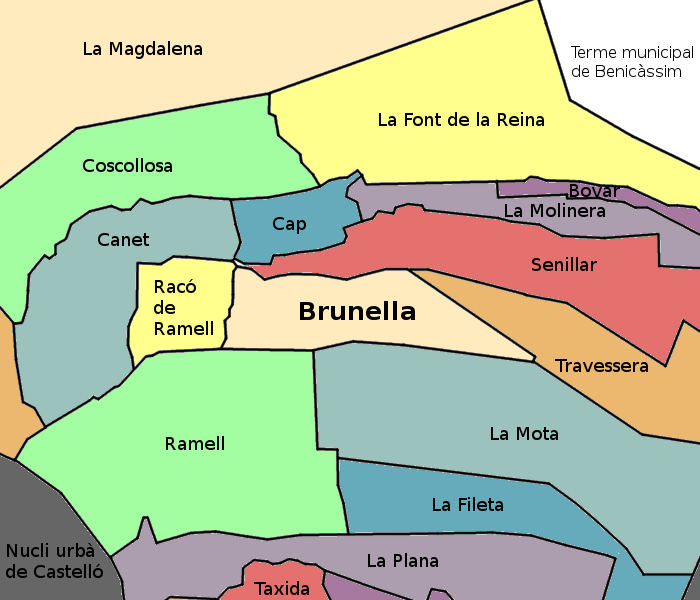
Cròquis de la situació de la Partida de Brunella al Terme Municipal de Castelló de La Plana.

És una partida  de marjal.

### Límits
- Nord: Camí i Séquia de la Travessera des del Camí d'Enriera fins a la seua boca al Riu Sec. Limita amb les partides de Canet, Cap i Senillar.
- Sud: Riu Sec. Limita amb les partides de Ramell i La Mota
- Est: Camí i Séquia de la Travessera. Limita amb la partida de La Travessera.
- Oest: Camí d'Enriera. Limita amb la partida del Racó de Ramell.

### Etimologia
L'origen del nom és català i prové dels primers anys d'ocupació cristiana d'aquestes terres. És un antropònim que possiblement fa referència a un antic propietari, feminització del cognom masculí Brunell.

## Canet

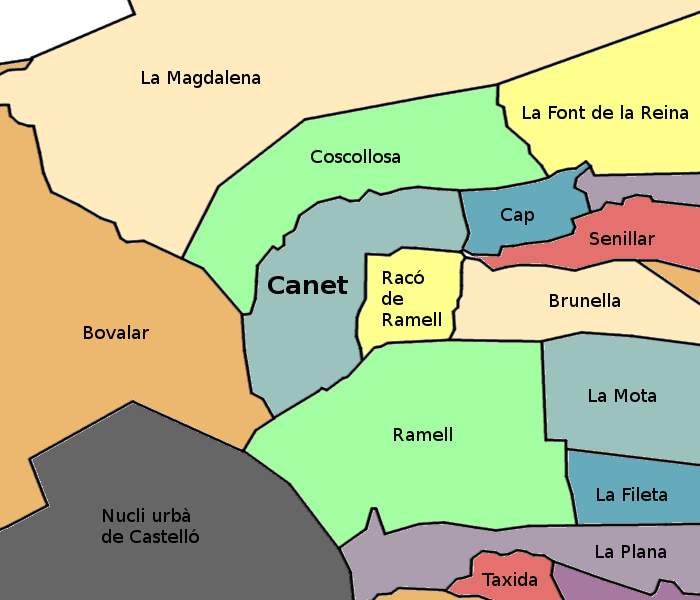
Cròquis de la situació de la Partida de Canet al Terme Municipal de Castelló de La Plana.

És una partida  d'horta (vegeu hort).

### Límits
- Nord: Séquia Major. Limita amb la partida de Coscollosa.
- Sud: Riu Sec. Limita amb la partida de Ramell.
- Est: Franja formada pel Caminàs, Camí de la Travessera i Camí d'Enriera. Limita amb les partides de Cap i Racó de Ramell.
- Oest: Séquia Major.

### Etimologia
És un topònim d'origen romanç, anterior a l'arribada del català a les nostres terres al segle xiii, coneguts normalment com a mossarabismes. Sembla que el mot Canet pot provenir del mot Qanat, nom d'una tècnica d'explotació dels corrents aqüífers subterranis mitjançant galeries de drenatge.
Altres autors opinen que Canet és un antic llinatge disseminat per tots els territoris de llengua catalana.
D'altres pensen en un ocell que habita a la vorera de la mar (Castelló). (Diccionari català-valencià-balear.).

## Cap

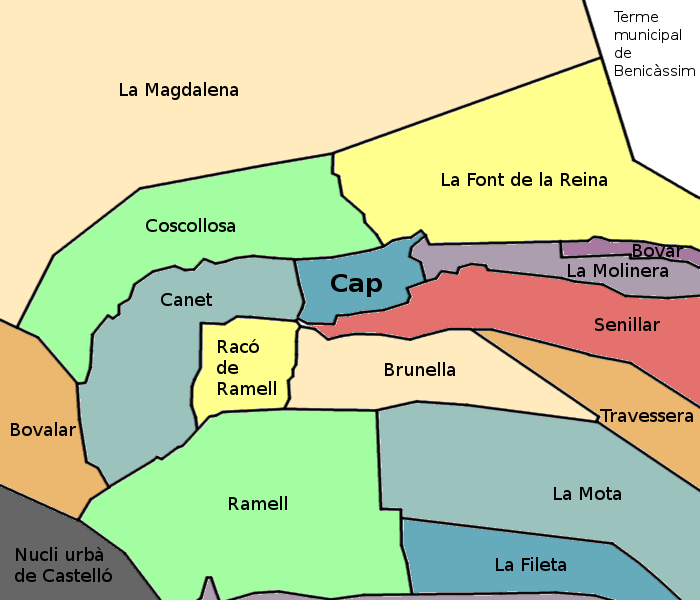
Cròquis de la situació de la Partida de Cap al Terme Municipal de Castelló de La Plana.

És una partida d'horta (vegeu hort), ja que està per sota de la Séquia Major. És una zona quadrada rodejada per camins.

### Límits
- Nord: Séquia Major paral·lel al Camí de l'Horta per sota fins a arribar a l'Ermita de Sant Francesc de la Font on fa la volta en direcció sud. Limita amb les partides de Coscollosa i La Font de la Reina.
- Sud: Séquia i Camí del Senillar i pel Camí de la Donació fins a l'ermita de Sant Francesc de la Font. Limita amb la partida del Senillar.
- Est: De l'Ermita de Sant Francesc de la Font recula pel Camí de les Villes fins a la Donació. Limita amb la partida de La Molinera.
- Oest: Camí d'Enriera entre els entradors del Camí del Senillar i del Camí de l'Horta. Limita amb la partida de Canet.

### Etimologia
És un terme d'ascendència catalana que fa referència als antics usos o funcions que es portaven a terme en aquestes contrades.Concretament Cap deu el seu nom a la seua situació a l'extrem de les terres de l'horta on conclou la Séquia Major.

## Catalana

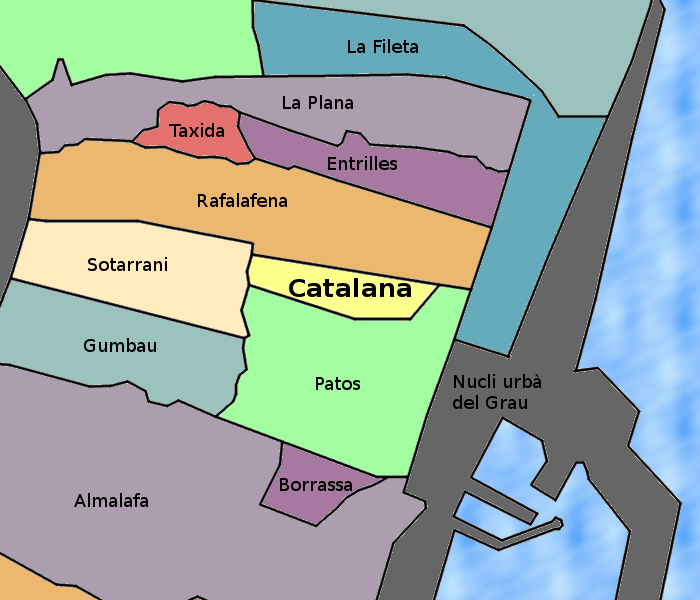
Cròquis de la situació de la Partida de Catalana al Terme Municipal de Castelló de La Plana.

És una partida de marjal.

### Límits
- Nord: Camí Fondo. Limita amb la partida de Rafalafena.
- Sud: DO E-20 Ponent i FO E-30 Senda Catalana. Limita amb la partida de Patos.
- Est: Camí del Serradal. Limita amb el nucli urbà del Grau de Castelló i amb la partida de Patos.
- Oest: Camí de la Donació entre la DO E-20 Ponent i el Camí Fondo. Limita amb la partida de Sotarrani.

### Etimologia
L'origen del nom és català i prové dels primers anys d'ocupació cristiana d'aquestes terres. És un antropònim que possiblement fa referència a un antic propietari feminització del cognom masculí Català.

## Censal

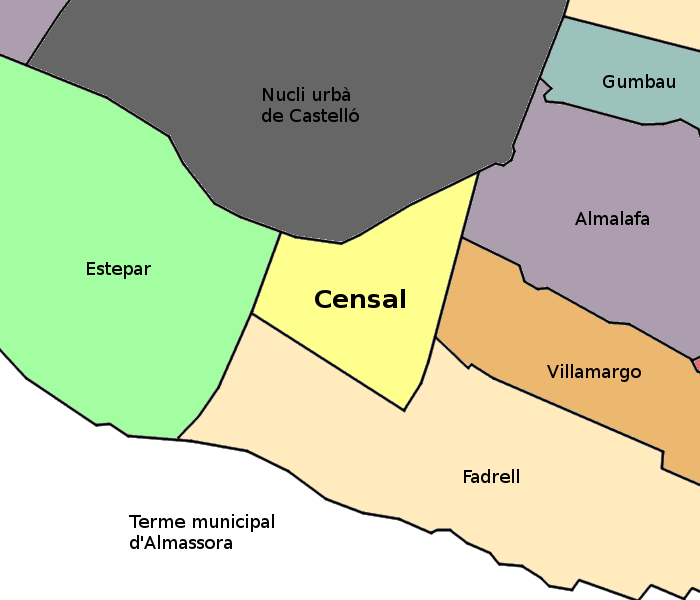
Cròquis de la situació de la Partida de Censal al Terme Municipal de Castelló de La Plana.

És una partida d'horta (vegeu hort), ja ques està per sota de la Séquia Major.

### Límits
- Nord: Ronda Circumval·lació fins al Camí de Sant Josep (Ronda Est). Limita amb el nucli urbà de Castelló.
- Sud:  Camí Fadrell fins al Camí Caminàs. Limita amb la partida de Fadrell.
- Est: Camí de Sant Josep i Camí Caminàs. Limita amb les partides d'Almalafa i Villamargo.
- Oest: Carretera d'Almassora CV-18, Avinguda Casalduch fins a la Ronda Circumval·lació. Limita amb la partida de l'Estepar.

### Etimologia
Censal és un terme d'ascendència catalana que fa referència als antics usos o funcions que es portaven a terme en aquestes contrades. Altra teoria apunta a uns camps sotmesos al pagament de censos.
Segons el Diccionari català-valencià-balear:"Propi del cens. Quantitat que paga al senyor d'una finca el qui l'habita o la conrea pel seu compte".

## Coscollosa

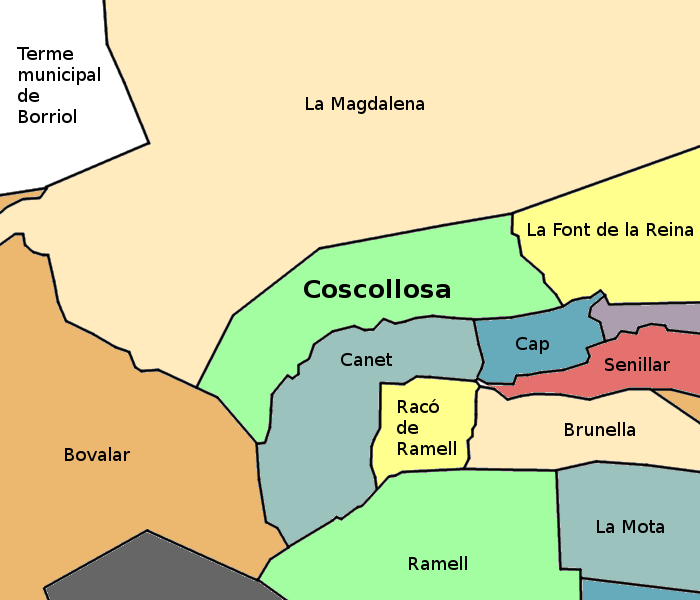
Cròquis de la situació de la Partida de Coscollosa al Terme Municipal de Castelló de La Plana.

És una partida d'horta (vegeu hort), ja que està per sota de la Séquia Major.

### Límits
- Nord: Carretera Nacional N-340. Limita amb la partida de La Magdalena.
- Sud: Séquia Major. Limita amb les partides de Canet i Cap.
- Est: Urbanització La Font de la Reina. Limita amb la partida La Font de la Reina.
- Oest: Camí del Romeral. Limita amb la partida del Bovalar.

Actualment, i a causa de les obres de soterrament de la via del tren, la partida queda dividida a banda i banda. A més una part d'ella forma part d'un PERI industrial.

### Etimologia
Coscollosa  significa "lloc on abunden els coscolls" (Quercus coccifera). L'origen és català i prové dels primers anys d'ocupació cristiana, ja que antigament haurien d'abundar aquests arbustos de la família de les quercínies.

## Entrilles

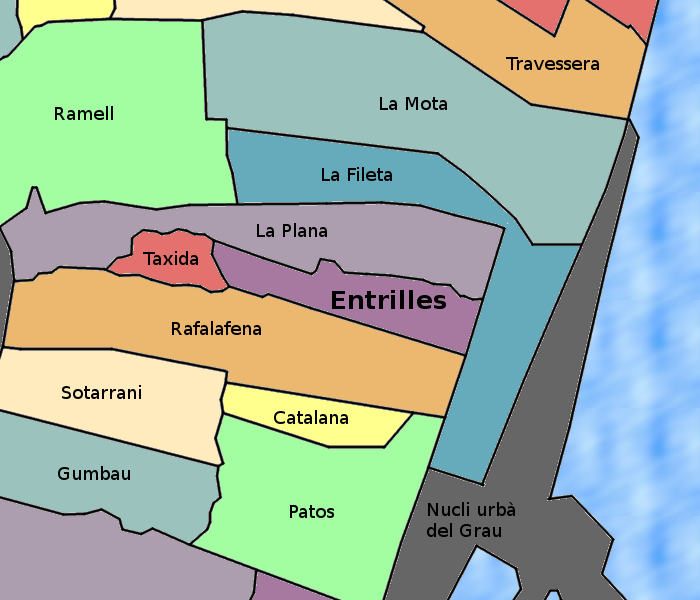
Cròquis de la situació de la Partida d'Entrilles al Terme Municipal de Castelló de La Plana.

És una partida de marjal.

### Límits
- Nord: Camí de l'Ullal de la Comare fins al Camí del Serradal. Limita amb la partida de La Plana.
- Sud: El Camí o Séquia d'Entrilles. Limita amb la partida de Rafalafena.
- Est: Cami del Serradal. Limita amb el Pinar del Grau.
- Oest: Camí de la Donació entre DO E-30 Verderol i el Camí de l'Ullal de la Comare. Limita amb la partida de Taxida.

### Etimologia
L'origen del nom és català i prové dels primers anys d'ocupació cristiana d'aquestes terres. És un antropònim que possiblement fa referència a un antic propietari (ca En Trilles).
També pot fer referència  a un tancat de fullam i brancatge de plantes enfiladisses sostinguts per pals ficats en terra (der. del llatí trichila).

## Estepar

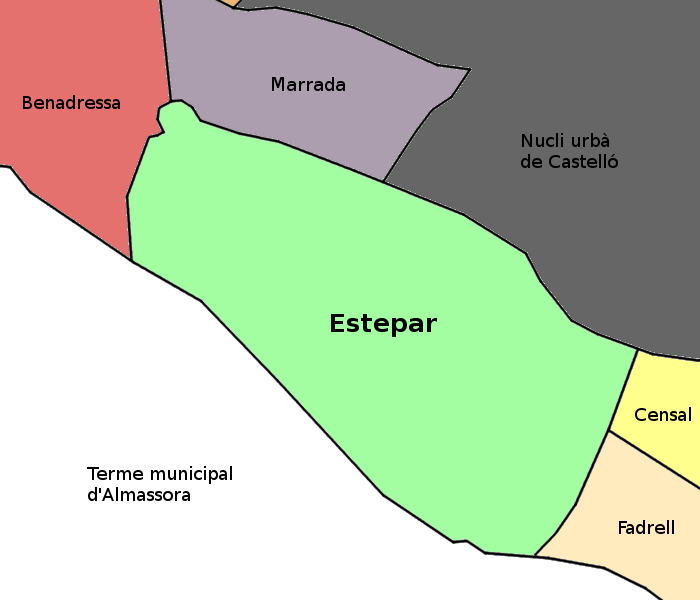
Cròquis de la situació de la Partida de l'Estepar al Terme Municipal de Castelló de La Plana.

És una partida de secà per estar més amunt de la Séquia Major.

### Límits
- Nord: Carretera de Ribesalbes, Ronda Sud, Avinguda Circumvalació, Avinguda Casalduch i Carretera d'Almassora CV-18. Limita amb la partida de Marrada i el nucli urbà de Castelló.
- Sud: Rambla de la Viuda (Ratlla d'Almassora). Limita amb el terme d'Almassora.
- Est: La Carretera d'Almassora CV-18 fins al terme d'Almassora. Limita amb les partides de Censal i Fadrell.
- Oest: El Camí Real o Cova del Colom fins a la Rambla de la Viuda. Limita amb la partida de Benadressa.

### Etimologia
És un topònim d'origen català creat durant els primers anys d'ocupació cristiana. Fa referència a la vegetació que caracteritzava antigament aquestes terres. Concretament Estepar, vol dir lloc o camp on creixen moltes estepes, planta del gènere Cistus (en castellà és l'arbust anomenat jara).

## Fadrell

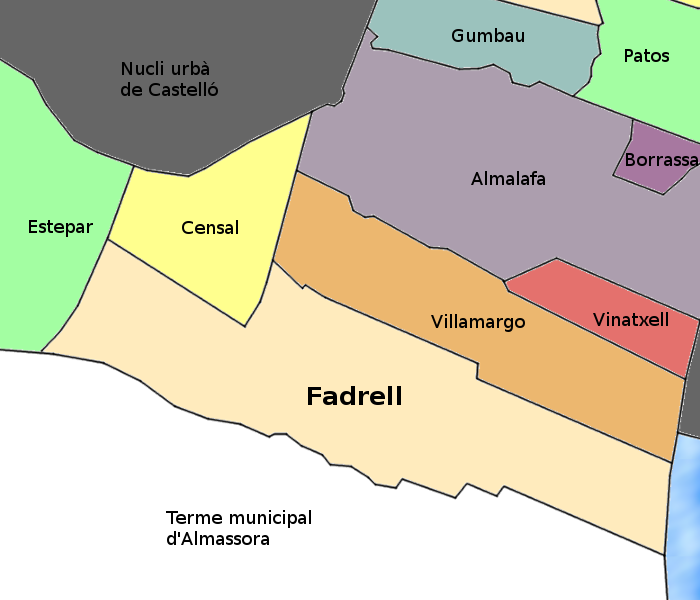
Cròquis de la situació de la Partida de Fadrell al Terme Municipal de Castelló de La Plana.

Partida d'horta (vegeu hort), ja que està més avall de la Séquia Major.

### Límits
- Nord: Camí Fadrell, Camí Caminàs i per l'antic Camí de Sant Josep arribant fins a la E-28 i E-27 travessant la carretera dels actuals accessos al Port (CS-22). La zona d'aquesta partida més a l'est, és a dir, la que va més avall de la Carretera d'Almassora CV-138, està ocupada per la refineria (popularment la "ESO").
- Sud:  La Ratlla d'Almassora (terme municipal d'Almassora).
- Est: La E-28 i E-27 (terrenys ocupats per la refineria).
- Oest: Carretera d'Almassora CV-18.

### Etimologia
L'origen d'aquest mot no està molt clar. Per una banda, alguns autors el consideren aràbic  provinent de la presència musulmana en aquestes terres durant molts anys. Se'l considera un diminutiu romànic de Fadra, de l'àrab Hadra, que vol dir residència d'un príncep.
Altres autors consideren que el seu origen és mossàrab provinent del diminutiu Khadrál, és a dir, referent al verd per ésser la partida de les millors terres de l'horta del terme municipal de Castelló.

## Gumbau

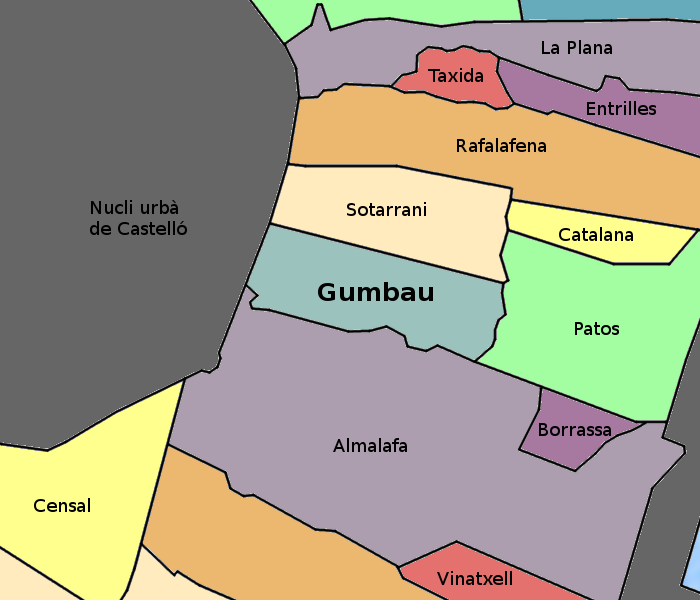
Cròquis de la situació de la Partida de Gumbau al Terme Municipal de Castelló de La Plana.

Partida d'horta (vegeu hort), ja que està més avall de la Séquia Major.

### Límits
- Nord: Avinguda de la Mar. Limita amb la partida de Sotarrani.
- Sud:  Camí Vell de la Mar. Limita amb la partida d'Almalafa.
- Est: Camí de la Donació. Limita amb la partida de Patos.
- Oest: Ronda Circumval·lació entre el Camí Vell de la Mar i l'Avinguda de la Mar.

### Etimologia
L'origen del nom és català i prové dels primers anys d'ocupació cristiana d'aquestes terres. És un antropònim que possiblement fa referència a un antic propietari.

## La Fileta

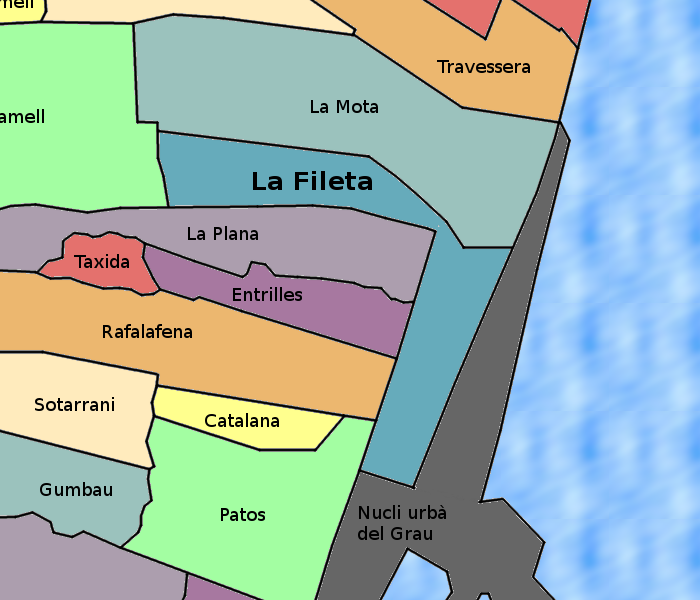
Cròquis de la situació de la Partida de La Fileta al Terme Municipal de Castelló de La Plana.

És una partida d'horta (vegeu hort), ja que està per sota de la Séquia Major.

### Límits
- Nord: Camí de la Fileta. Limita amb la partida de La Mota.
- Sud: Camí La Plana. Limita amb la partida de La Plana.
- Est: Camí del Serradal. A més, abraça la zona situada per sota del Camí del Serradal des de l'Avinguda Concentració Harley-Davidson, l'Avinguda Ferrandis Salvador fins al C/ Mascarat. Tota aquesta zona  pertany als cultius de marjals.
- Oest: Camí de la Donació. Limita amb la partida de Ramell.

### Etimologia
Originàriament aquesta zona rebia el nom de Fileta de Ramell com a continuació de la partida amb la qual limita.
Era la “fila” de reg (nom amb què s'anomena una séquia de segona jerarquia després de la séquia mare i de la que pren l'aigua) que portava les aigües a la zona est de la partida de Ramell. Amb el temps ha acabat denominant-se només La Fileta.

## La Font de la Reina

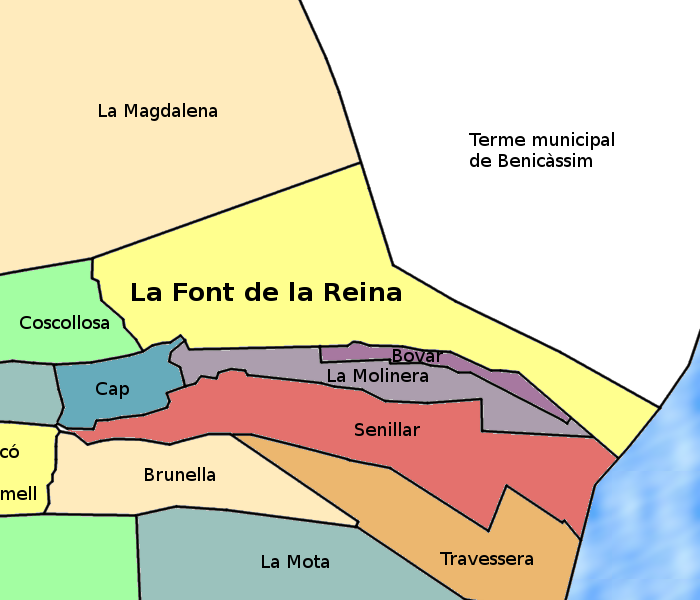
Cròquis de la situació de la Partida de La Font de la Reina al Terme Municipal de Castelló de La Plana.

És una partida de marjal.

### Límits
- Nord: Carretera Nacional N-340. Limita amb la partida de La Magdalena.
- Sud: Camí i Séquia de l'Obra. Limita amb les partides de Bovar i La Molinera.
- Est: Camí de la Ratlla. Limita amb el terme municipal de Benicàssim.
- Oest: Urbanització La Font de la Reina. Limita amb la partida de Coscollosa..

### Etimologia
És un terme d'ascendència catalana que fa referència als antics usos o funcions que es portaven a terme en aquestes contrades.
Concretament La Font és un hidrònim per la localització d'uns dels ullals més importants del terme de Castelló, Molí la Font, gairebé limítrof amb el terme municipal de Benicàssim. Popularment és coneguda amb el nom de La Font.

## La Magdalena

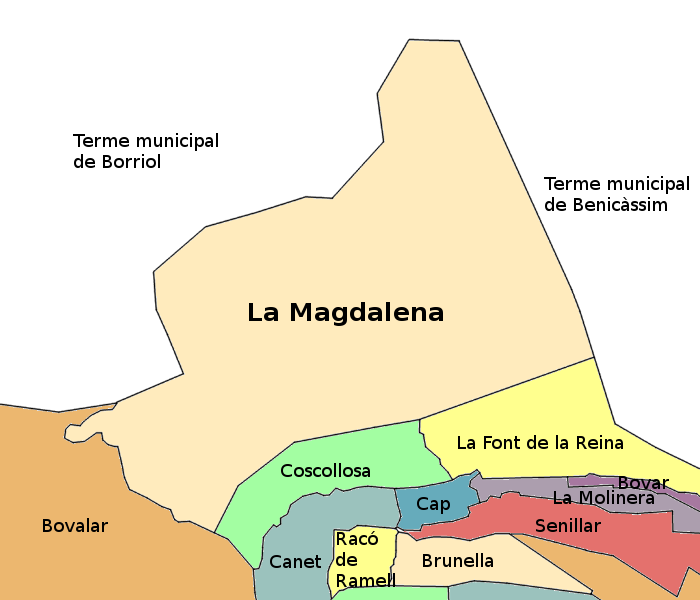
Cròquis de la situació de la Partida de La Magdalena al Terme Municipal de Castelló de La Plana.

Partida de secà.

### Límits
- Nord: El terme de Borriol (Ratlla de Borriol).
- Sud:  La Carretera Nacional N-340 i Avinguda del Castell Vell. Limita amb les partides de Coscollosa i La Font de la Reina.
- Est: El terme de Benicàssim.
- Oest: El Camí del Romeral i Camí de la Coma. Limita amb la partida de Bovalar.

### Etimologia
Magdalena es refereix a la Santa a la qui es dedica l'ermita del Castell Vell en referència a l'antiga construcció.
El dia de la Magdalena se celebra a Castelló el tercer diumenge de Quaresma, i n'hi fa gran festa commemorant la fundació de la ciutat.

## La Molinera

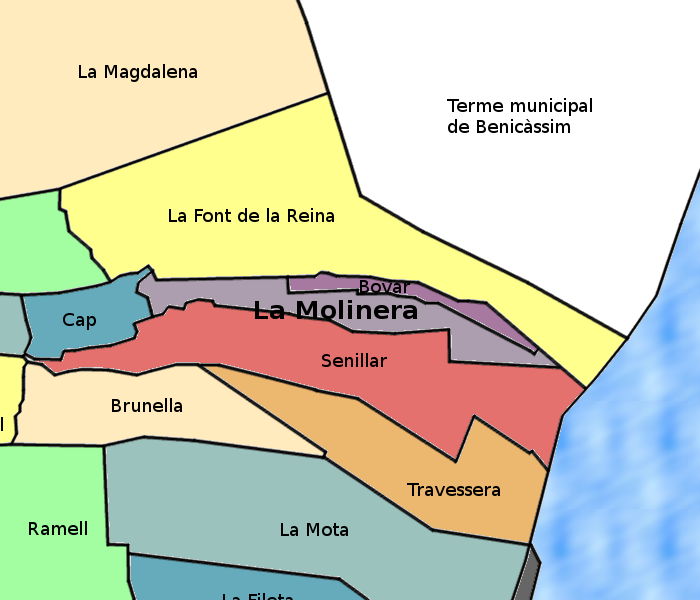
Cròquis de la situació de la Partida de La Molinera al Terme Municipal de Castelló de La Plana.

És una partida de marjal.

### Límits
- Nord: Camí i Séquia de l'Obra i pel 2n. Canal fins a la Carrerassa del Bovar. Limita amb les partides de La Font de la Reina i Bovar.
- Sud: Séquia de la Molinera. Limita amb la partida de Senillar.
- Est: Carrerassa del Bovar, segueix amb la Travessera del Serradal nª18 fins a tornar a la Séquia i Camí de l'Obra. Limita amb la partida de La Font de la Reina.
- Oest: Camí de la Donació. Limita amb la partida de Cap.

### Etimologia
És un topònim català creat durant els primers segles d'ocupació cristiana d'aquestes zones. En concret Molinera es refereix a la feminització  del cognom d'algun antic propietari, Moliner.
També és la cambra o espai clos dins el qual està instal·lat el molí d'aigua.

## La Mota

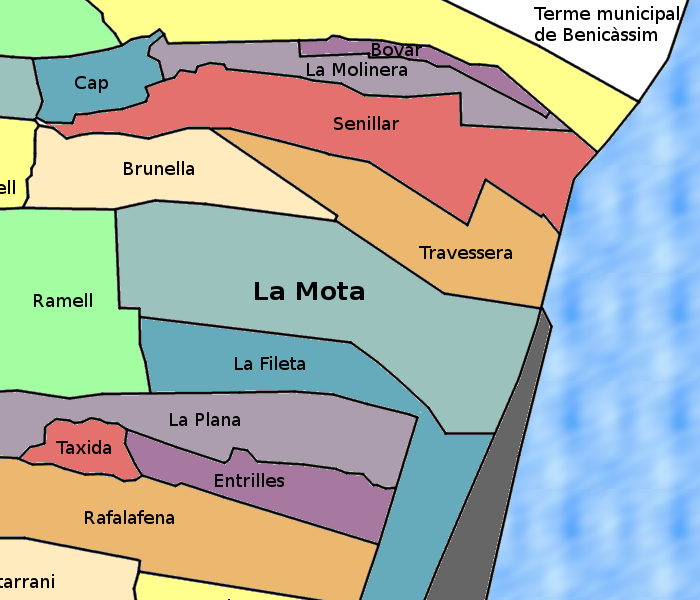
Cròquis de la situació de la Partida de La Mota al Terme Municipal de Castelló de La Plana.

Partida de marjal.

### Límits
- Nord: Riu Sec, entre la Donació i la boca del riu a la mar. Limita amb les partides de Brunella i Travessera a l'altra banda del Riu Sec.
- Sud: Camí i Séquia de La Fileta i C/ Mascarat fins a l'Avinguda Ferrandis Salvador. Limita amb la partida de La Fileta.
- Est: Avinguda Ferrandis Salvador. Limita amb la Platja del Gurugú.
- Oest: Camí de la Donació. Limita amb la partida de Ramell.

### Etimologia
És un topònim d'origen català, testimoni d'antics usos o funcions actualment oblidats. Concretament La Mota fa referència a la vorera o cavalló que limita lateralment el llit d'una séquia, en aquest cas el marge dret del Riu Sec.
Munt de terra i pedres usat per assenyalar una partició o per a tancar un espai de terreny i sobretot per a defensar un tros de terra de les avingudes d'un riu o torrent.

## La Plana

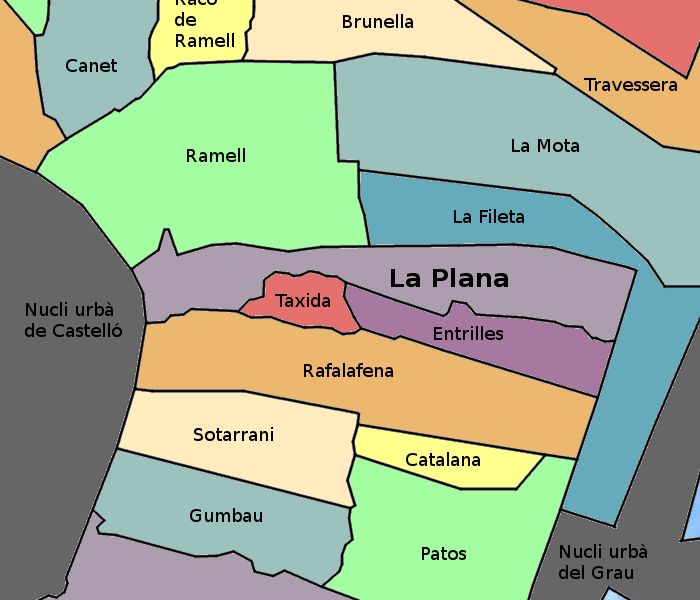
Croquis de la situació de la Partida de La Plana al Terme Municipal de Castelló de La Plana.

Partida d'horta (vegeu hort), ja que està més avall de la Séquia Major.

### Límits
- Nord: Camí La Plana fins al Serradal. Limita amb les partides de Ramell i La Fileta.
- Sud: Camí Taxida i el Camí de l'Ullal de la Comare. Limita amb les partides de Taxida i Entrilles.
- Est: Camí del Serradal.
- Oest: Ronda Circumval·lació (Ronda Est) entre el Camí Taxida i el Camí La Plana. Limita amb el nucli urbà de Castelló.

### Etimologia
És el topònim per excel·lència del terme municipal que dona nom a la ciutat.
És una partida d'horta (vegeu hort) que s'estén a la dreta del camí que porta el seu nom.
Clarament s'endevina la referència d'aquest mot per l'orografia de la zona: plana sense elevacions.

## La Safra
Partida d'horta (vegeu hort), ja que està més avall de la Séquia Major.

### Límits
Actualment aquesta partida ha estat engolida pel nucli urbà de Castelló. Així i tot, podem crear els seus límits com un polígon de costats l'Avinguda Benicàssim i Camí la Plana, Carrer Vicent Altava i Carrer del periodista Paco Pascual.

### Etimologia
És un topònim d'origen català i fa referència a la vegetació que caracteritzava aquesta zona antigament. Concretament Safra es refereix a certa "palla" que es produïa durant el conreu de la canya de sucre.

## Marrada

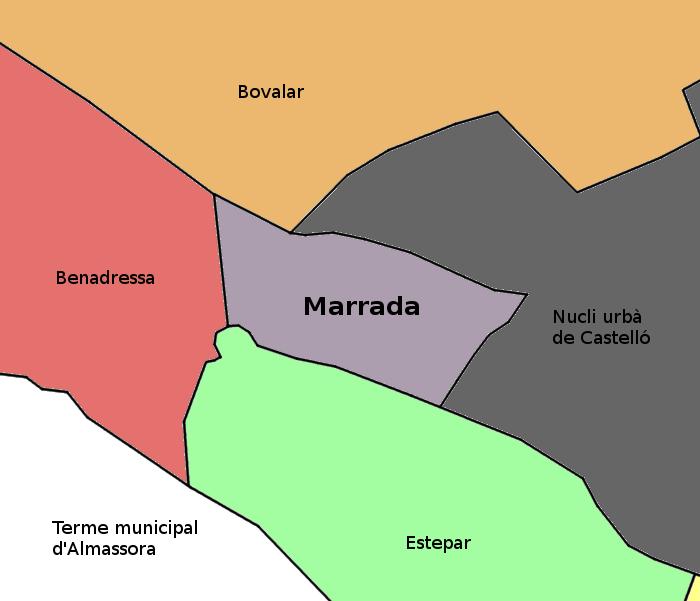
Cròquis de la situació de la Partida de Marrada al Terme Municipal de Castelló de La Plana.

Partida de secà.

### Límits
- Nord: Carretera de L'Alcora C-232. Limita amb la partida del Bovalar i el nucli urbà de Castelló.
- Sud:  Avinguda de Ribesalbes. Limita amb la partida d'Estepar.
- Est: La Quadra del Saboner. Limita amb el nucli urbà de Castelló.
- Oest: Camí Reial o Cova del Colom. Limita amb la partida de Benadressa.

### Etimologia
És un terme d'ascendència catalana que fa referència als antics usos o funcions que es portaven a terme en aquestes contrades.
Concretament Marrada es tracta de la denominació d'un camí que no va dret a un lloc, d'una desviació o voltera.

## Patos

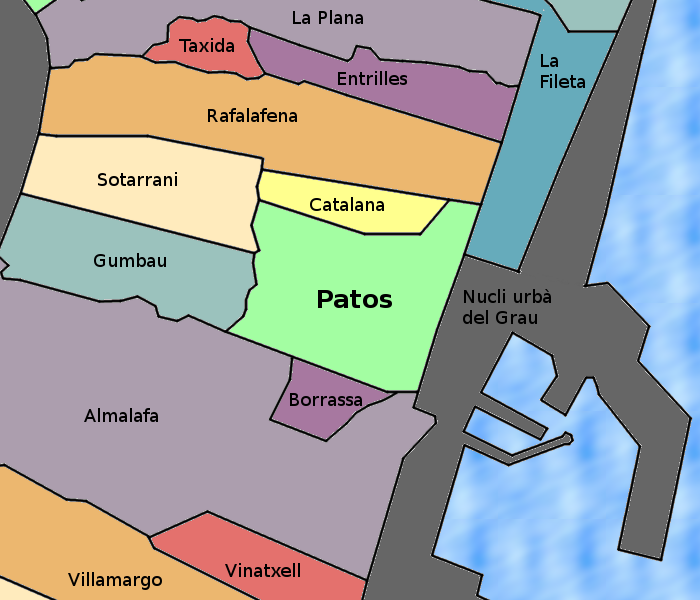
Cròquis de la situació de la Partida de Patos al Terme Municipal de Castelló de La Plana.

Partida de marjal.

### Límits
- Nord: DO E-20 Ponent i FO E-30 Senda Catalana. Limita amb la partida de la Catalana.
- Sud:  Camí Vell de la Mar. Limita amb les partides de Borrassa i Almalafa.
- Est: Nucli urbà del Grau  (C/ Juan de Austria).
- Oest: Camí de la Donació. Limita amb la partida de Gumbau..

### Etimologia
L'origen del nom és català i prové dels primers anys d'ocupació cristiana d'aquestes terres.
És un antropònim que possiblement fa referència a l'abundàcia d'aquests animals a les marjals d'aquesta zona. És un castellanisme.

## Racó de Ramell

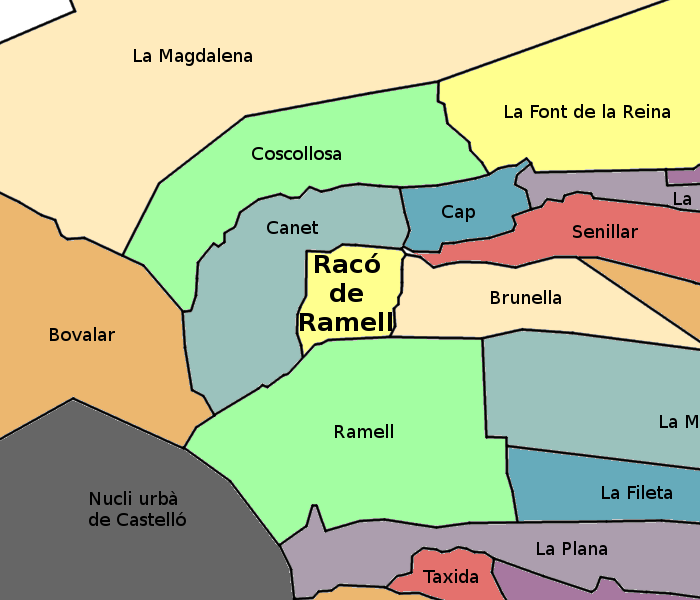
Cròquis de la situació de la Partida del Racó de Ramell al Terme Municipal de Castelló de La Plana.

Partida d'horta (vegeu hort), ja que està més avall de la Séquia Major.

### Límits
Forma un quadrat al nord dins de la partida de Ramell, amb els següents límits:
- Nord: Camí i Séquia de la Travessera. Limita amb la partida de Canet.
- Sud: Riu Sec. Limita amb la partida de Ramell.
- Est: Camí d'Enriera. Limita amb la partida de Brunella.
- Oest: Camí del Caminàs. Limita amb la partida de Canet.

### Etimologia
És un terme d'ascendència catalana que fa referència als antics usos o funcions que es portaven a terme en aquestes contrades. En concret Racó de Ramell fa referència al tros més cap al nord de la partida de Ramell, limítrof amb les partides de Brunella, Cap i Coscollosa.

## Rafalafena

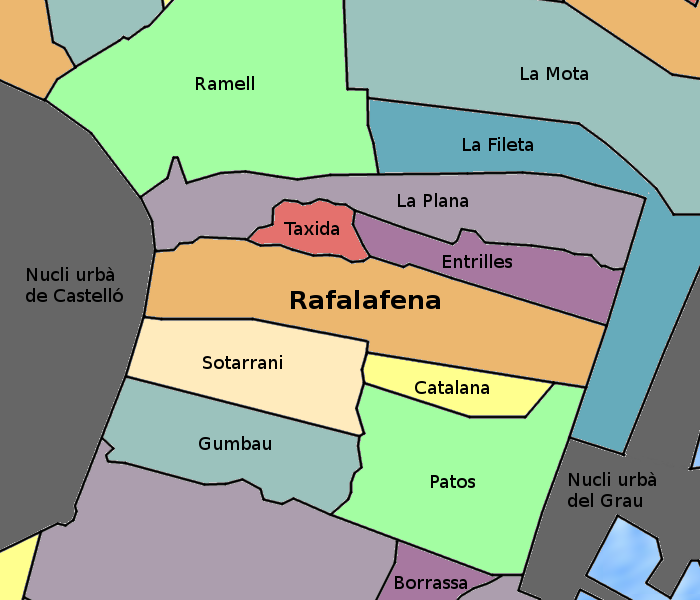
Cròquis de la situació de la Partida de Rafalafena al Terme Municipal de Castelló de La Plana.

Partida d'horta (vegeu hort), ja que està més avall de la Séquia Major.

### Límits
- Nord: Camí Taxida, DO E-30 Verderol, Camí i Séquia d'Entrilles. Limita amb les partides de Taxida i Entrilles.
- Sud: Camí Fondo. Limita amb les partides de Sotarrani i Catalana.
- Est: Camí del Serradal.
- Oest: Ronda Circumval·lació (Ronda Est) entre el Camí Fondo i el Camí Taxida. Limita amb el nucli urbà de Castelló.

### Etimologia
Rafalafena  és el nom d'una partida que s'estén als dos costats del Caminàs i que no apareix citada com a alqueria els primers anys  posteriors a la conquesta.
L'origen del mot és aràbic a causa dels molts anys de presència musulmana en aquestes terres. Prové dels termes raha (molí) i riyad (horta, jardí). La presència d'un molí i fins i tot de la menció d'una horta semblen més probables que el nom d'una casa de camp, que a la Plana solen anomenar-se alqueries.

## Ramell

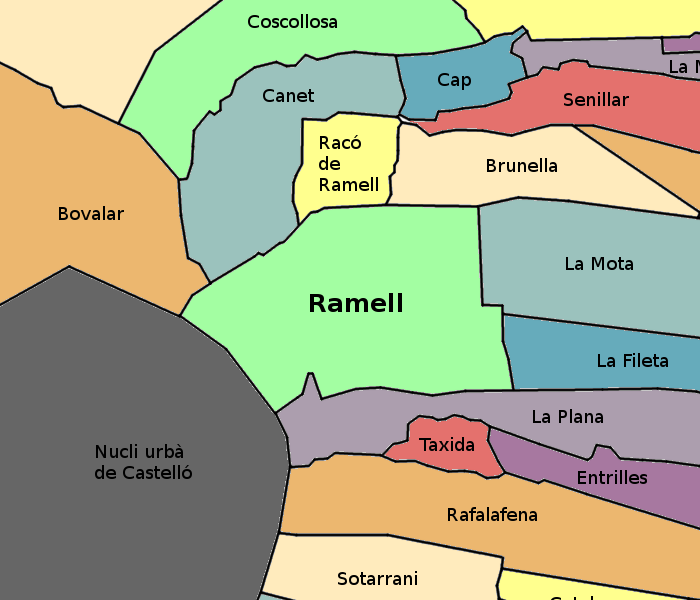
Cròquis de la situació de la Partida de Ramell al Terme Municipal de Castelló de La Plana.

Partida d'horta (vegeu hort), ja que està més avall de la Séquia Major.

### Límits
- Nord: Riu Sec, des de la Ronda Circumval·lació (Ronda Sud) fins al Camí Donació. Limita amb les partides Brunella i Racó de Ramell.
- Sud: Avinguda de Lledó i Camí la Plana fins al Camí de la Donació. Limita amb la partida de La Plana.
- Est: Camí de la Donació. Limita amb les partides de La Fileta i La Mota.
- Oest: Ronda Circumval·lació (Ronda Est), des del Riu Sec fins a l'Avinguda de Lledó. Limita amb el nucli urbà de Castelló.

### Etimologia
És un terme d'ascendència catalana que fa referència als antics usos o funcions que es portaven a terme en aquestes contrades. Concretament Ramell s'interpreta com referència a un col·lectiu d'alguna cosa d'origen dubtós. Potser aquest col·lectiu fera referència al conjunt de fruits units pels pecíols en una branca o tija comuna.

## Senillar

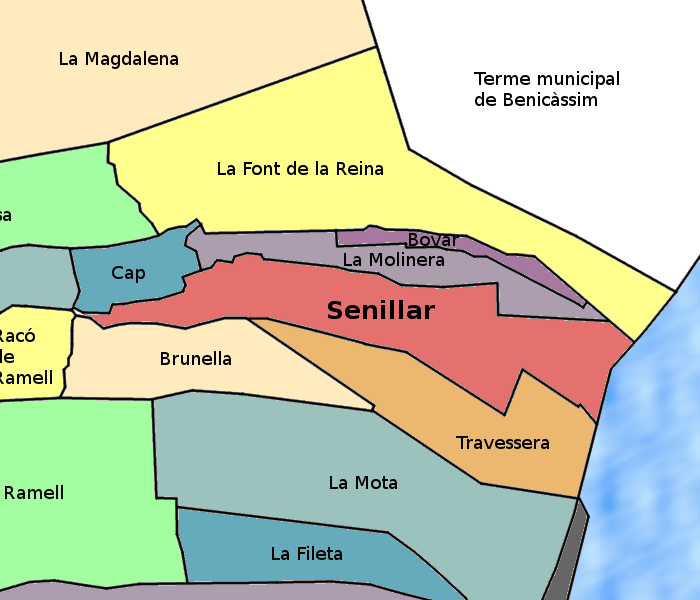
Cròquis de la situació de la Partida del Senillar al Terme Municipal de Castelló de La Plana.

És una partida de marjal.

### Límits
- Nord: Séquia i Camí de La Molinera. Limita amb la partida de La Molinera.
- Sud: Camí de la Travessera i Carrerassa del Senillar. Limita amb les partides de Brunella i Travessera.
- Est: Avinguda Ferrandis Salvador. Limita amb la Platja del Serradal.
- Oest: Séquia i Camí del Senillar. Limita amb la partida de Cap.

### Etimologia
És un topònim d'origen català creat durant els primers anys d'ocupació cristiana. Fa referència a la vegetació que caracteritzava antigament aquestes terres. Concretament Senillar significa “cap de senill”, planta gramínia de l'espècie Phragmites Communis, que és una mena de canya que creix per les vores dels rius, regs, marjals i altres llocs humits.

## Sotarrani

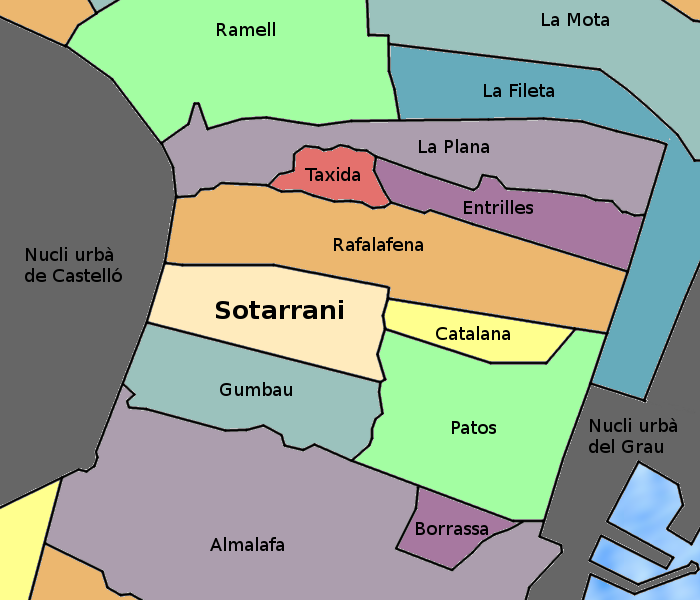
Cròquis de la situació de la Partida de Sotarrani al Terme Municipal de Castelló de La Plana.

Partida d'horta (vegeu hort), ja que està més avall de la Séquia Major.

### Límits
- Nord: Camí Fondo. Limita amb la partida de Rafalafena.
- Sud: Avinguda de la Mar. Limita amb la partida de Gumbau.
- Est: Camí de la Donació. Limita amb les partides de Catalana i Patos.
- Oest: Ronda de Circumval·lació, entre l'Avinguda de la Mar i el Camí Fondo. Limita amb el nucli urbà de Castelló.

### Etimologia
És un terme d'ascendència catalana que fa referència als antics usos o funcions que es portaven a terme en aquestes contrades.
Concretament Soterrani es refereix al "soterrament" que patia l'aigua en passar per aquesta zona per a moure molins que trituraven el gra.

## Taxida

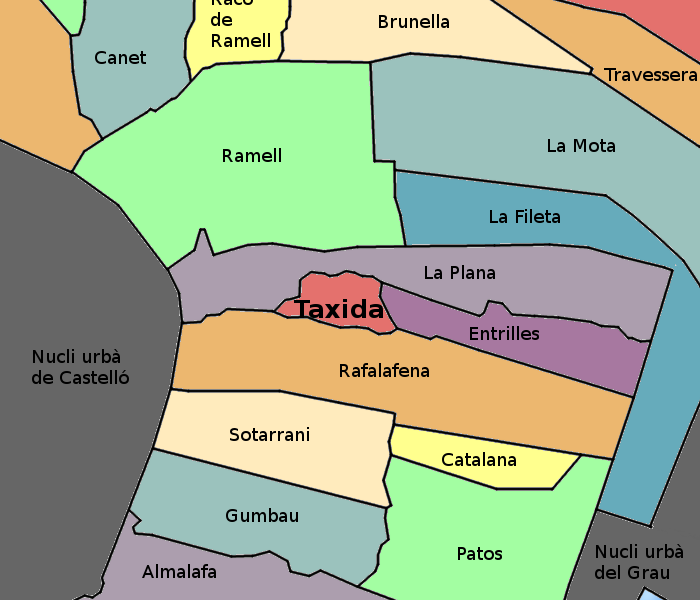
Cròquis de la situació de la Partida de Taxida al Terme Municipal de Castelló de La Plana.

Partida d'horta (vegeu hort), ja que està més avall de la Séquia Major. És una zona situada dins de la partida de La Plana.

### Límits
- Nord: Camí Taxida.
- Sud: Séquia de Taxida.
- Est: Camí Donació.
- Oest: La partida de La Plana.

### Etimologia
L'origen del mot és aràbic a causa dels molts anys de presència musulmana en aquestes terres. Taxida o Taixida és el nom d'una partida d'horta que s'estén als dos costats del Caminàs, hereva del nom d'una alqueria que apareix citada el 1251 dins del terme de Castelló de Borriana amb el nom de Teccida.

## Travessera

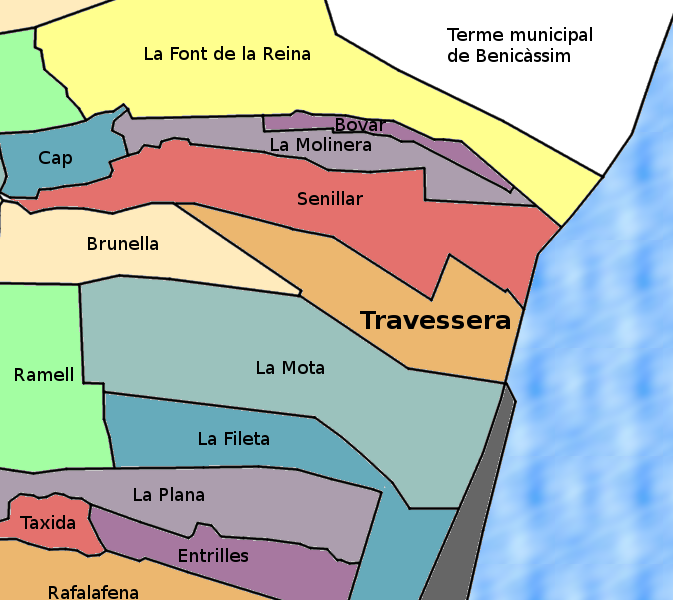
Cròquis de la situació de la Partida de Travessera al Terme Municipal de Castelló de La Plana.

És una partida de marjal.

### Límits
- Nord: Carrerassa del Senillar. Limita amb la partida del Senillar.
- Sud: Camí i Séquia de la Travessera. Limita amb la partida de La Mota (més enllà del Riu Sec).
- Est: Avinguda Ferrandis Salvador. Limita amb la Platja del Serradal.
- Oest: Camí de la Travessera. Limita amb la partida de Brunella.

### Etimologia
És un terme d'ascendència catalana que fa referència als antics usos o funcions que es portaven a terme en aquestes contrades. En concret Travessera és un camí que uneix de través altres dos.

## Villamargo

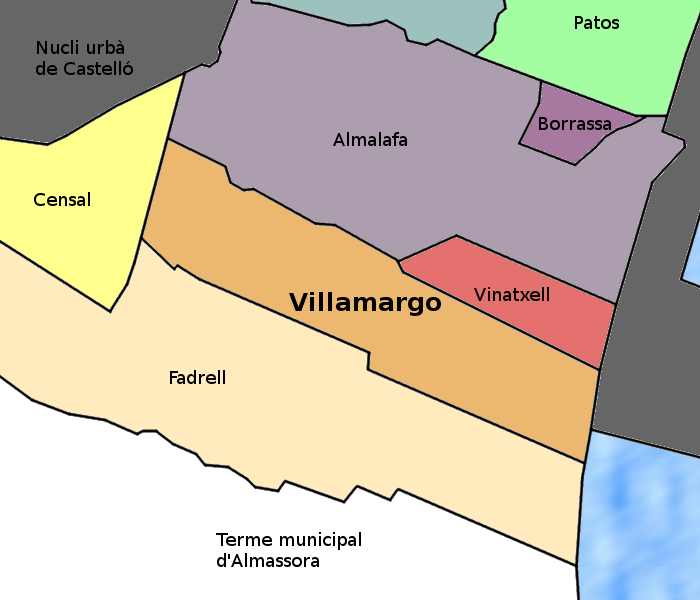
Cròquis de la situació de la Partida de Villamargo al Terme Municipal de Castelló de La Plana.

Partida d'horta (vegeu hort), ja que està més avall de la Séquia Major.

### Límits
- Nord: Camí de Villamargo fins a la mar. Limita amb les partides d'Almalafa i Vinatxell.
- Sud:  Camí Fadrell, Caminàs i per l'antic Camí de Sant Josep fins a arribar a la E-28 i E-27. Limita amb la partida de Fadrell.
- Est: E-28 i E-27 (zona ocupada per la planta de Caprolactama UBE).
- Oest: Camí Caminàs fins a l'ermita de Sant Josep. Limita amb la partida de Censal.

### Etimologia
L'origen del mot és aràbic a causa dels molts anys de presència musulmana en aquestes terres. Vinamargo també apareix sota el nom de Villamargo, ja que és la forma catalana de Vina-Vila i castellanitzada sota el nom de Villa.
És el nom d'una partida situada a l'est del Caminàs. Segurament, el nom prové de la tribu dels “Beni Marwan” procedents del voltant de Nakur, no molt nombrosos a Al-Andalus però sí a Mallorca.

## Vinatxell

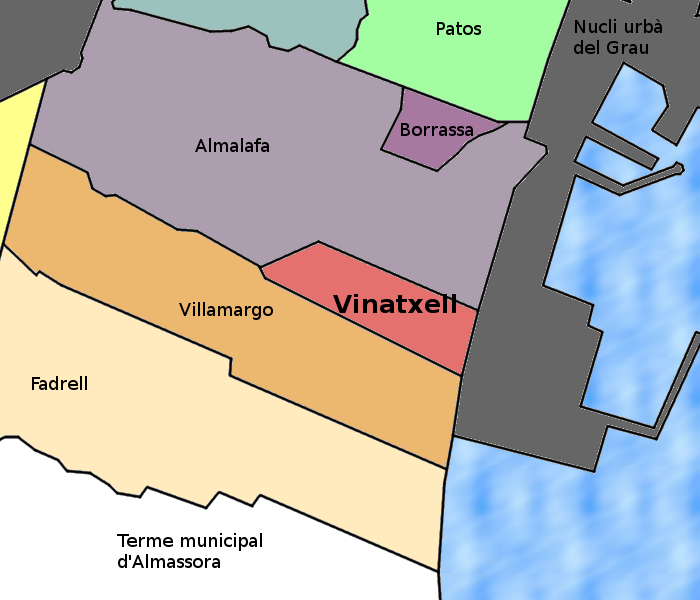
Cròquis de la situació de la Partida de Vinatxell al Terme Municipal de Castelló de La Plana.

Partida de marjal.

### Límits
- Nord: Camí d'accés a la Térmica (antiga Escorredera de Vinatxell). Limita amb la partida d'Almalafa.
- Sud:  Camí de Villamargo. Limita amb la partida de Villamargo.
- Est: E-28 i E-27. La zona és ocupada per la Central Térmica.
- Oest: Camí Caminàs fins al camí d'accés a la Térmica. Limita amb la partida d'Almalafa.

Actualment es considera una part de la partida d'Almalafa.

### Etimologia
L'origen del mot és aràbic a causa dels molts anys de presència musulmana en aquestes terres. El nom Vinatxell és un topònim compost pel prefix clànic Vin, seguit d'un antropònim (nom o cognom d'alguna persona).